# Edmund Wilkens
Edmund Wilkens (* 23. Juni 1932 in Varel; † 20. September 2005 ebenda) war ein deutscher Lehrer und Autor, der überwiegend in niederdeutscher Sprache veröffentlichte.

## Leben
Nach der Schulzeit studierte Wilkens Germanistik, Geschichte und Philosophie an der Universität Freiburg und der Universität Münster. Um sein Studium zu finanzieren, arbeitete er in dieser Zeit als Fabrik- und Bauarbeiter und sammelte dabei fruchtbare Erfahrungen für seine spätere schriftstellerische Tätigkeit. Von 1956 bis 1988 war er an der Realschule Varel als Lehrer tätig.
Neben dem Schuldienst schrieb Wilkens Bücher, überwiegend in plattdeutscher Sprache. Zu seinem Werk zählen außerdem Hörspiele für den NDR und Radio Bremen sowie Essays, Aufsätze und Vorträge. Eine Zeitlang war er auch freier Mitarbeiter der Nordwest-Zeitung in Oldenburg, für die er unter anderem Glossen verfasste. Mit seiner sonoren Bassstimme war er auch ein beliebter Interpret und Sprecher im Hörfunk. Durch seine Themenwahl zeigte er, dass die plattdeutsche Sprache nicht antiquiert ist, sondern zu zeitgenössischen Problemen durchaus Antworten geben kann. Seine Werke erschienen überwiegend im De Utrooper Verlag in Leer.

## Ehrungen
- 1989 Freudenthal-Preis
- 1995 Europäischer Kulturpreis der Katholischen Akademie Stapelfeld
- 1998 Borsla-Preis der Borsla Vereinigung für niederdeutsche Sprache und Literatur e.V. in Bösel

## Werke (Auswahl)
- De Klinkerstraat: Geschichten, Gedichte, Monologe, Ostendorp Verlag, Rhauderfehn 1984, ISBN 3-921516-43-9
- Minschen an't Meer: Plattdeutsche Kurzgeschichten, De Utrooper-Verlag, Leer 1991, ISBN 3-928245-09-0
- De Lüüd van Lüttstadt: Freche Geschichten, De Utrooper-Verlag, Leer 1991, ISBN 3-928245-14-7
- Snee van Guntsiet: En Vertellen, De Utrooper-Verlag, Leer 1991, ISBN 3-928245-91-0